# His Phantom Sweetheart
His Phantom Sweetheart è un cortometraggio muto del 1915 diretto da Ralph Ince.

## Trama
Un lunatico, fuggito dal manicomio, minaccia di rovinare il nuovo amore della moglie e di un suo corteggiatore.

## Produzione
Il film fu prodotto dalla Vitagraph Company of America.

### Tecnica
L'illuminazione del film è la migliore prodotta in quel periodo. Pur davanti alla difficoltà di girare alcune scene in ambienti autentici come il foyer di un teatro e in una sala concerti usando riflettori posizionati all'uopo per illuminare il set, si riuscì a creare un lieve chiarore per creare una particolare atmosfera.

## Distribuzione
Distribuito dalla General Film Company, il film - un cortometraggio in una bobina - uscì nelle sale cinematografiche statunitensi il 14 aprile 1915.